# دروازه برلین

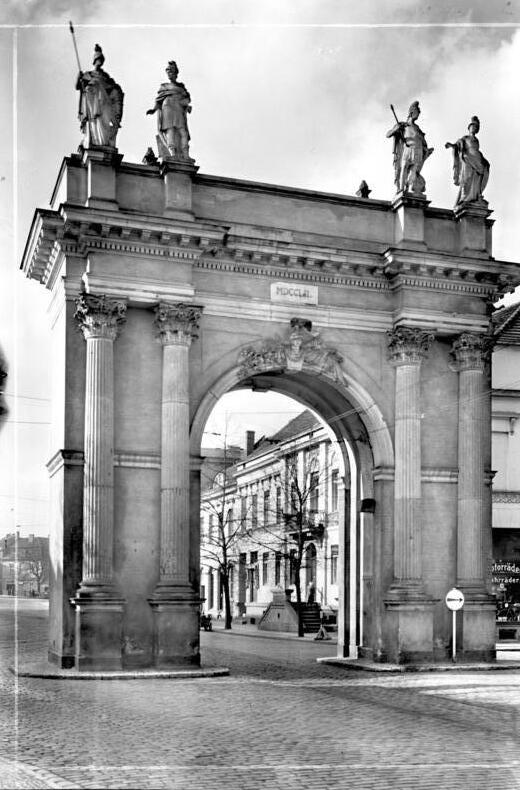
دروازه برلین در سال ۱۹۲۸

دروازه برلین (به آلمانی: Berliner Tor) دروازه‌ای است در شهر پوتسدام ایالت براندنبورگ آلمان که بخش عمده آن از بین رفته است. این دروازه در نبش خیابان ترک و خیابان برلینر این شهر واقع شده است. این دروازه یکبار در سال ۱۷۵۲ تغییر مکان داده و بازسازی شد. بخش عمده این دروازه در جریان بمباران متفقین در سال پایانی جنگ جهانی دوم در ۱۹۴۵ و پیش از سقوط برلین از بین رفته و تنها یک بال آن باقی مانده است. 
این دروازه در سال ۱۹۰۱ چند متر جابجا شد تا مانع ترافیک فزاینده شود. اگر چه این بنا در جنگ جهانی دوم آسیب دید اما طاق آن دست نخورده باقی‌ماند و  در سال ۱۹۵۱ به عنوان مانعی برای ایجاد ترافیک توسط اداره شهر پوتسدام تخریب گردید. به این ترتیب از آن زمان، فقط یک حلالی کوچک آن به جا مانده که از شهر دیده می‌شود - علاوه بر این اتاق زیر شیروانی دروازه که در انبار پایه آن قرار دارد نیز حفظ شده‌است.

## نگارخانه

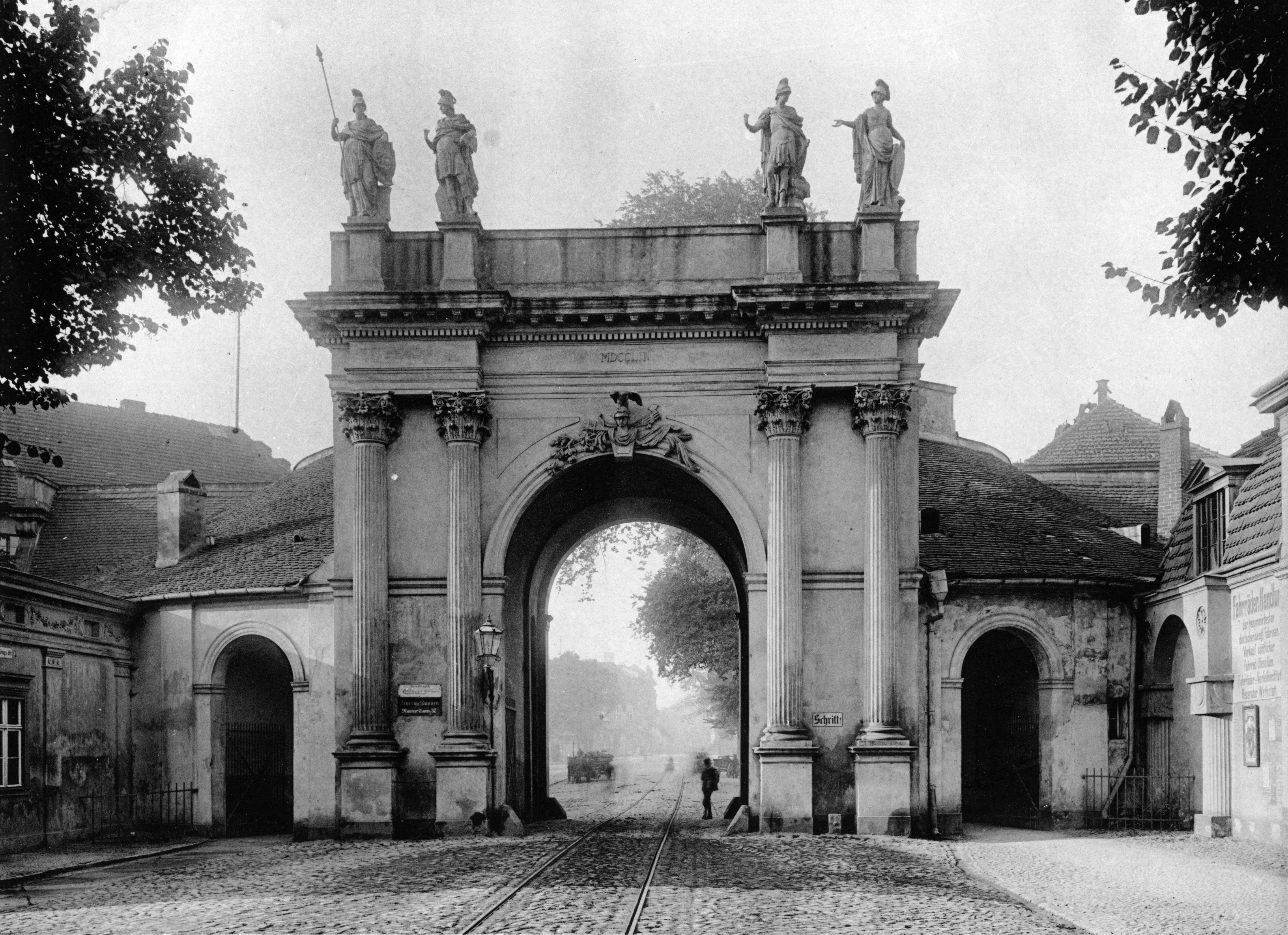
دروازه برلین در ۱۸۹۶
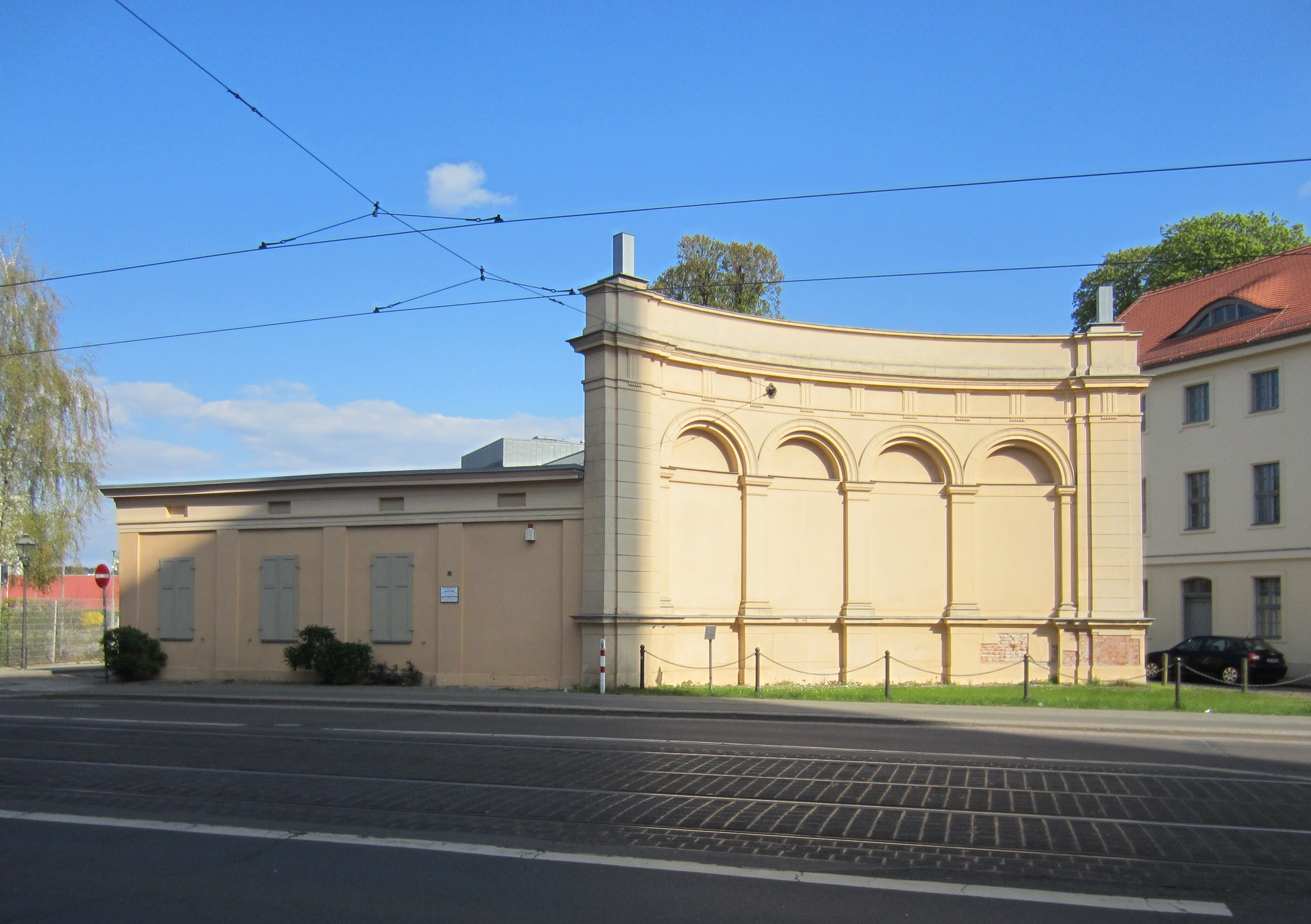
بازمانده‌های دروازه برلین
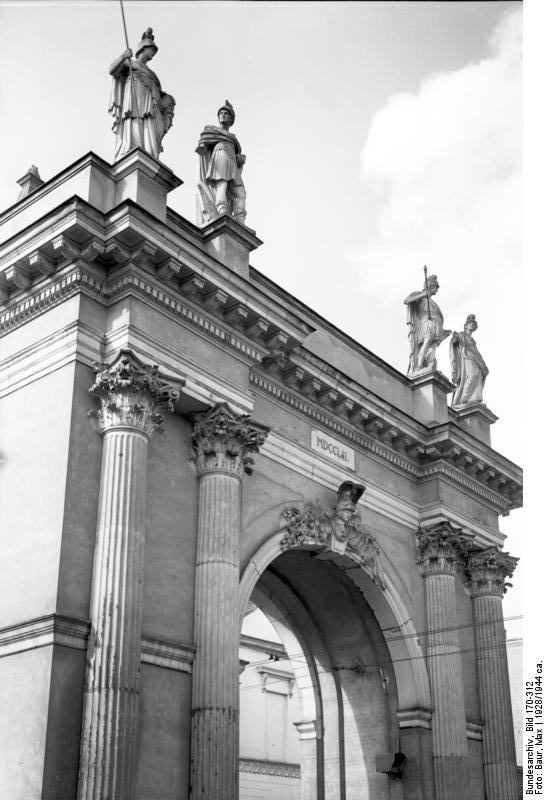
تصویری از دروازه برگرفته از آرشیو ملی آلمان